# 13125 Tobolsk
13125 Tobolsk (1994 PK5) là một tiểu hành tinh vành đai chính được phát hiện ngày 10 tháng 8 năm 1994 bởi E. W. Elst ở Đài thiên văn Nam Âu.